# Aleksandr Żukow (1906–1986)
Aleksandr Jakowlewicz Żukow (ros. Александр Яковлевич Жуков, ur. 1906 w guberni orłowskiej, zm. 1986 w Orenburgu) – radziecki działacz partyjny i państwowy.

## Życiorys
Od 1927 należał do WKP(b), 1932 ukończył Akademię Wychowania Komunistycznego im. Krupskiej, od stycznia 1938 do stycznia 1940 był zastępcą kierownika Wydziału Szkół KC WKP(b), 1941 został szefem wydziału politycznego sowchozu zbożowego w obwodzie czkałowskim (obecnie obwód orenburski). Następnie był sekretarzem Ponomariowskiego Komitetu Rejonowego WKP(b) w obwodzie czkałowskim, 1944-1949 sekretarzem Komitetu Obwodowego WKP(b) w Czkałowie (Orenburgu) ds. propagandy i agitacji, od 1949 do stycznia 1952 sekretarzem Komitetu Obwodowego WKP(b) w Czkałowie, a od stycznia 1952 do czerwca 1960 przewodniczącym Komitetu Wykonawczego Czkałowskiej Rady Obwodowej, w czerwcu 1960 przeszedł na emeryturę.